# Brachiaria semiundulata
Brachiaria semiundulata är en gräsart som först beskrevs av Ferdinand von Hochstetter, och fick sitt nu gällande namn av Otto Stapf. Brachiaria semiundulata ingår i släktet Brachiaria och familjen gräs. Inga underarter finns listade i Catalogue of Life.